# Alfréd Rényi
Alfréd Rényi [ˈɒlfreːd ˈreːɲi] (* 20. März 1921 in Budapest; † 1. Februar 1970 ebenda) war ein ungarischer Mathematiker, der sich vor allem mit Wahrscheinlichkeitstheorie und Zahlentheorie befasste.

## Leben
Rényis Vater Artur war Ingenieur (dessen Vater ursprünglich Rosenthal hieß und aus Deutschland einwanderte) und seine Mutter Barbara Alexandra die Tochter des Professors für Philosophie in Budapest Bernát Alexander. Auf dem Gymnasium interessierte sich Renyi zunächst eher für klassische Sprachen und Astronomie, wandte sich unter dem Einfluss seiner Lehrerin, der Mathematikerin Rózsa Péter, aber der Mathematik zu. Da der Zugang für jüdische Studenten begrenzt war, konnte er 1939 trotz glänzenden Abiturs als Bester seiner Schule zunächst nicht studieren, sondern arbeitete ein halbes Jahr in einer Fabrik und auf einer Schiffswerft. Er studierte an der Universität Budapest unter anderem bei Lipót Fejér und Pál Turán und machte dort 1944 seinen Abschluss. 1944 war er kurz in einem Arbeitslager der ungarischen Faschisten, es gelang ihm aber vor dem Abtransport in den Westen zu entkommen und in Budapest unterzutauchen, wobei er auch als Soldat verkleidet seine Eltern aus dem Ghetto befreite. Im März 1945 promovierte er an der Universität Szeged bei Frigyes Riesz mit einer Arbeit über Funktionentheorie.
1946 war er bei Juri Linnik und Iwan Matwejewitsch Winogradow in Leningrad, wo er eine zweite Doktorarbeit schrieb, die die sogenannte quasi-Goldbach-Vermutung löste. Bereits 1932 hatte Theodor Estermann unter Voraussetzung der Gültigkeit der verallgemeinerten Riemann-Vermutung für Dirichlet-L-Funktionen bewiesen, dass jede genügend große gerade Zahl darstellbar ist als Summe einer Primzahl und einer Zahl mit maximal 6 Faktoren. Renyi bewies nun, dass eine Konstante K derart existiert, dass jede gerade Zahl als Summe einer Primzahl und einer Zahl mit maximal K Primfaktoren geschrieben werden kann. Renyi gelang dieser Beweis unter Benutzung eines von ihm bewiesenen Satzes über die Nullstellen Dirichletscher L-Funktionen und mit Methoden des Großen Siebes von Juri Linnik und ohne Verwendung der Riemannschen Vermutung als Voraussetzung.
Im Herbst 1947 wurde Rényi Assistenzprofessor und Privatdozent an der Universität von Budapest und war zusätzlich 1949 bis 1950 außerordentlicher Professor an der Universität von Debrecen. 1950 wurde er Direktor am Institut für Angewandte Mathematik der Ungarischen Akademie der Wissenschaften, dem späteren Mathematischen Forschungsinstitut (heute als Alfred Renyi Institut nach ihm benannt). 1952 wurde Rényi Dekan der Fakultät für Wahrscheinlichkeitstheorie der Lorand Eötvös Universität Budapest. Er behielt beide Positionen bis zu seinem Tod inne. Er war unter anderem Gastprofessor an der University of Michigan, der University of North Carolina, der Stanford University, der Universität Erlangen und Fellow des Churchill College der Universität Cambridge.

## Werk
Rényi befasste sich neben Zahlentheorie (siehe oben) und Wahrscheinlichkeitstheorie und Statistik mit vielen Gebieten der Mathematik, unter anderem mit Kombinatorik, Graphentheorie, Analysis und Informationstheorie, wo er als Verallgemeinerung der Shannon-Entropie die Rényi-Entropie einführte. Er gilt als Begründer der ungarischen Schule der Wahrscheinlichkeitstheorie, gab eine wahrscheinlichkeitstheoretische Formulierung von Linniks Großem Sieb der analytischen Zahlentheorie und wandte nicht nur wahrscheinlichkeitstheoretische Methoden in der Zahlentheorie an, sondern auch umgekehrt zahlentheoretische Methoden in der Wahrscheinlichkeitstheorie, wo zum Beispiel die Mischungssätze von Renyi aus Linniks Großer Sieb-Methode folgen. Rényi publizierte 32 Arbeiten zusammen mit Paul Erdős, von denen insbesondere eine Arbeit über Zufallsgraphen bekannt ist. Er war an der Philosophie der Mathematik interessiert, an antiker Mathematikgeschichte, Mathematikpädagogik und Unterhaltungsmathematik und schrieb mehrere populärwissenschaftliche Bücher. Das Buch Tagebuch über die Informationstheorie konnte er nicht mehr vollenden, es wurde nach seinem Tod von Gyula Katona herausgegeben.
Er führte eine neue axiomatische Begründung der Wahrscheinlichkeitstheorie ein (mit Räumen bedingter Wahrscheinlichkeiten), über die er 1954 auf dem Internationalen Mathematikerkongress in Amsterdam vortrug und über die er 1970 ein Buch veröffentlichte.

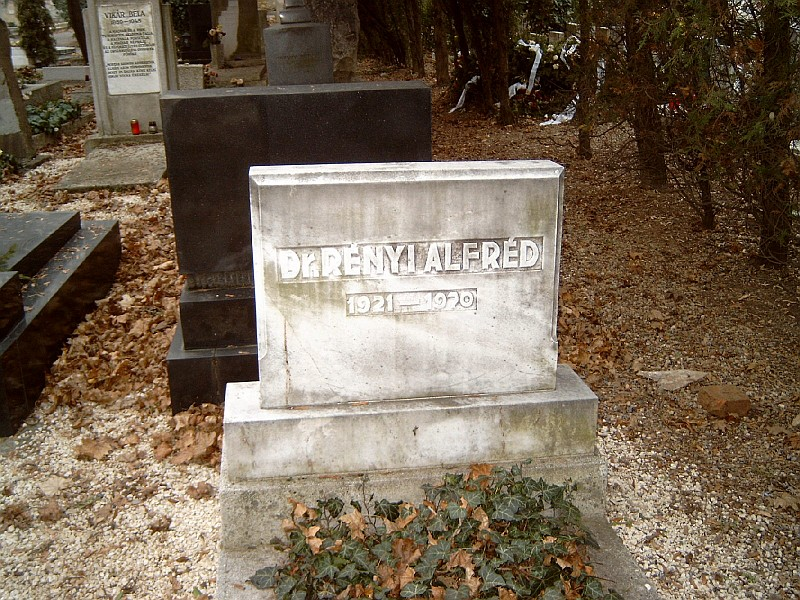

Rényi war Herausgeber der Studia Scientiarum Mathematica Hungarica und im Herausgebergremium (unter anderem) der Acta Mathematica, der Zeitschrift für Wahrscheinlichkeitstheorie, Journal of Applied Probability und Journal of Combinatorial Analysis. Zusammen mit Tibor Szele und Ottó Varga begründete er die Publicationes Mathematicae Debrecen.

## Mitgliedschaften und Ehrungen
Rényi war seit 1949 korrespondierendes und seit 1956 ordentliches Mitglied der Ungarischen Akademie der Wissenschaften. 1949 und 1954 erhielt er den Kossuth-Preis. In den Jahren 1949 bis 1955 war er Sekretär der Mathematischen Gesellschaft Janos Bolyai. 1965 bis 1969 stand er dem International Statistical Institute vor. Er war Fellow des Institute of mathematical Statistics.
1962 hielt er einen Vortrag auf dem Internationalen Mathematikerkongress in Stockholm (On the theory of outstanding observations) und 1958 in Edinburgh (Probabilistic methods in number theory).

## Privates
Alfréd Rényi war seit 1946 mit der Mathematikerin Katalin Schulhof (1924–1969, auch als Kató Renyi bekannt) verheiratet, mit der er auch publizierte. Zusammen hatten sie eine Tochter (Zsuzsa).

## Abstammung
|  |                                                        |  |  |  |  |  |  |  |  |  |  |  |  |  |  |  |
|  | Rosenthal Einwanderer aus Deutschland                  |  |  |  |  |  |  |  |  |  |  |  |  |  |  |  |
|  |                                                        |  |  |  |  |  |  |  |  |  |  |  |  |  |  |  |
|  |                                                        |  |  |  |  |  |  |  |  |  |  |  |  |  |  |  |
|  | Artur Rényi Ingenieur                                  |  |  |  |  |  |  |  |  |  |  |  |  |  |  |  |
|  |                                                        |  |  |  |  |  |  |  |  |  |  |  |  |  |  |  |
|  |                                                        |  |  |  |  |  |  |  |  |  |  |  |  |  |  |  |
|  | Alfréd Rényi (1921–1970) Mathematiker                  |  |  |  |  |  |  |  |  |  |  |  |  |  |  |  |
|  |                                                        |  |  |  |  |  |  |  |  |  |  |  |  |  |  |  |
|  |                                                        |  |  |  |  |  |  |  |  |  |  |  |  |  |  |  |
|  | Bernát Alexander Professor für Philosophie in Budapest |  |  |  |  |  |  |  |  |  |  |  |  |  |  |  |
|  |                                                        |  |  |  |  |  |  |  |  |  |  |  |  |  |  |  |
|  |                                                        |  |  |  |  |  |  |  |  |  |  |  |  |  |  |  |
|  | Barbara Alexandra                                      |  |  |  |  |  |  |  |  |  |  |  |  |  |  |  |
|  |                                                        |  |  |  |  |  |  |  |  |  |  |  |  |  |  |  |
|  |                                                        |  |  |  |  |  |  |  |  |  |  |  |  |  |  |  |

## Schriften
- Wahrscheinlichkeitsrechnung. Mit einem Anhang über Informationstheorie (= Hochschulbücher für Mathematik. Band 54). Deutscher Verlag der Wissenschaften, Berlin 1962, 4. Auflage 1973 (englische Ausgabe North Holland 1970).
- Dialoge über Mathematik. Birkhäuser 1967.
- Briefe über Wahrscheinlichkeit. Birkhäuser 1969.
- Tagebuch über die Informationstheorie. Deutscher Verlag der Wissenschaften, Berlin 1982.
- Foundations of probability. 1970.

## Zitat
Ein Mathematiker ist eine Maschine, die Kaffee in Sätze verwandelt.